# Повіт Айті
Пові́т А́йті (яп. 愛知郡, あいちぐん, МФА: [ai̯t͡ɕi guɴ]) — повіт в префектурі Айті, Японія.